# Lieux et monuments de Kouvola
Cet article liste des lieux et monuments de la ville de Kouvola en Finlande:

## Architecture et urbanisme

### Églises
- Église centrale de Kouvola
- Église de Myllykoski
- Église de Käpylä,
- Église d'Elimäki
- Église d'Anjala
- Église de Valkeala
- Église d'usine d'Inkeroinen
- Église Sainte-Ursule à Kouvola
- Église de Sippola
- Église de Koria
- Église de Kuusankoski
- Église de Voikkaa
- Église de Jaala
- Église de Tirva
- Église de Tuohikotti
- Église d'Ummeljoki
- Église de Voikoski
- Église de Vuohijärvi
- Église orthodoxe de Kouvola

### Bâtiments
- Forteresse d'Utti
- Forteresse de Liikkala
- Mairie de Kouvola
- Manoir d'Anjala
- Manoir de Moisio
- Manoir de Sippola
- Veturi
- Valtari
- Prismakeskus
- Hansa
- Centre Ratamo
- Hôpital psychiatrique
- UPM Kymi
- Centrale de Keltti
- Centrale d'Anjalankoski
- Centrale de Kuusankoski
- Centrale de Myllykoski
- Centrale de Voikkaa

### Sports
- Piscine du parc des sports
- Station de ski de Mielakka
- Stade de football de Saviniemi
- Patinoire d'Inkeroinen
- Arène Jatke
- Kuntotalo
- Maison polyvalente de Koria
- Patinoire de Kouvola
- Terrain de sport central
- Terrain de baseball
- Hippodrome de Kouvola
- Patinoire de Kuusankoski
- Parc des sports de Kuusankoski
- Station de ski de Palomäki (fi)
- Tremplins de Rajakallio (fi)
- Arène Sami Hyypiä
- Stade de football de Saviniemi

### Transports
- Gare de Kouvola
- Gare de Harju (fi)
- Gare de Hillosensalmi
- Gare d'Inkeroinen
- Gare de Kaipiainen
- Gare de Kirjokivi (fi)
- Gare de Koria
- Gare de Multamäki (fi)
- Gare de Myllykoski
- Gare de Saunamäki (fi)
- Gare de Selänpää (fi)
- Gare d'Utti
- Gare de Voikkaa (fi)
- Gare de Voikoski (fi)
- Gare de Vuohijärvi (fi)
- Pont de Koria
- Ponts de Keskikoski
- Kouvola RRT
- Aéroport d'Utti (fi)
- Aérodrome de Selänpää (fi)
- valtatie 6
- valtatie 15
- valtatie 12
- Kantatie 46
- Seututie 357
- Seututie 368
- Seututie 369
- Seututie 371
- Seututie 359
- Seututie 360
- Seututie 362
- seututie 363
- Seututie 377

## Lieux

### Parcs et jardins
- Rantapuisto
- Urheilupuisto
- Parc de Koivusaari
- Lääninpuisto
- Kirkonrinne
- Rykmentinpuisto
- Ahvionkoski
- Kuovinkallio
- Arboretum Mustila
- Parc de loisirs de Tykkimäki
- Parc national de Repovesi
- Pioneeripuisto (fi)

### Lacs et cours d'eau
- Kymijoki
- Summanjoki
- Taasianjoki
- Ankkapurha
- Ahvionkoski
- Kultaankosket
- Siikakoski
- Susikoski
- Voikoski
- Lac Vuohijärvi
- Koskenalus
- Rautjärvi
- Savijärvi
- Muhjärvi
- Karijärvi
- Suolajärvi
- Märkjärvi
- Mäkijärvi
- Käyrälampi
- Voie de Mäntyharju

## Culture

### Éducation
- École de Tehtaanmäki
- Lycée d'Elimäki (fi)
- Lycée du soir de Kouvola (fi)
- École mixte de Kouvola (fi)
- Lycée mixte de Kouvola (fi)
- Lycée de Kuusankoski (fi)
- Lycée de Valkeala (fi)
- Université des sciences appliquées
- Kiipulan ammattiopisto
- Kouvolan kansalaisopisto
- Kouvolan seudun ammattiopisto
- Université d'été (fi)
- Kymenlaakson Opisto
- Institut de musique de Nord-Kymi (fi)

### Musées
- Musée industriel d'Ankkapurha
- Musée de Verla
- Puolakan talomuseo
- Musée des trains miniatures (fi)
- Musée d'art de Kouvola (fi)
- Elimäen kotiseutumuseo
- Musée scolaire (fi)
- Musée de la pharmacie
- Quartier musée de Kaunisnurmi (fi)
- Putkiradiomuseo
- Habitation de l'âge de pierre d'Ankkapurha (fi)

### Autres
- Bibliothèque de Kouvola (fi)
- Bibliothèque d'Elimäki (fi)
- Bibliothèque de Jaala (fi)
- Bibliothèque de Koria (fi)
- Bibliothèque de Kuusankoski (fi)
- Bibliothèque de Myllykoski (fi)
- Kouvola-talo
- Kuusankoskitalo